# Sinuaria
Sinuaria is een geslacht van kevers uit de familie  
kniptorren (Elateridae).
Het geslacht is voor het eerst wetenschappelijk beschreven in 1894 door Jordan.

## Soorten
Het geslacht omvat de volgende soort:
- Sinuaria aenescens Jordan, 1894